# Lesznianka
Lesznianka – potok płynący na granicy Beskidu Śląskiego z Pogórzem Cieszyńskim, w Polsce i w Czechach, prawobrzeżny dopływ Olzy. Długość ok. 9,8 km. W różnych źródłach występuje pod nazwami Lesznianka, Leśnica, Lesznica, czes. Lyšnice, Líštnice.
Potok powstaje z szeregu cieków, mających źródła na wysokości ok. 640–650 m n.p.m. na południowo-zachodnich stokach Małej Czantorii oraz na wysokości ok. 600–610 m n.p.m. na północnych stokach Ostrego w Beskidzie Śląskim, na terenie Lesznej Górnej. Spływa generalnie w kierunku zachodnim, początkowo przez Leszną Górną. Następnie na odcinku kilkuset metrów stanowi granicę między polską Leszną Górną a czeską Leszną Górną (a tym samym granicę państwową polsko-czeską). Dalej płynie już na terytorium Czech przez Leszną Dolną, a następnie przez sam Trzyniec, gdzie na wysokości ok. 300 m n.p.m. wpada do Olzy. Na podmokłych łąkach w widłach Lesznianki i Olzy 1 kwietnia 1839 r. rozpalono pierwszy wielki piec, który dał początek późniejszej wielkiej hucie w Trzyńcu.
W górnym biegu tok nieuregulowany. W biegu środkowym i dolnym w większości w różny sposób uregulowany, prowadzi wśród dość gęstej zabudowy. Ostatni odcinek pokonuje krytym kanałem pod terenem trzynieckiej huty. Jedynie cieki źródłowe na terenie porośniętym lasem, pozostała część cieku płynie wśród łąk, pastwisk, lokalnie pól, a niżej wśród zabudowy. Poza strefą źródłową dopływy nieliczne i bardzo krótkie.